# Protocetidae
Los protocétidos (Protocetidae) es una familia de cetáceos extintos del parvorden Archaeoceti que vivieron en el Eoceno en Eurasia, África y Norteamérica.

## Descripción
Esta familia comprende varios géneros, algunos de los cuales son bien conocidos (por ejemplo, Rodhocetus). Los protocétidos conocidos tenían grandes extremidades delanteras y traseras que podían soportar su cuerpo en tierra, y es probable que vivieran de manera anfibia: entre la tierra y el mar. Se desconoce si los protocétidos ya tenían las aletas caudales horizontales que se encuentran en los cetáceos modernos. Sin embargo, lo que es claro es que ya estaban bien adaptados al estilo de vida acuático. En Rodhocetus, por ejemplo, el sacro – un hueso que en los mamíferos terrestres se compone de cinco vértebras fusionadas que conectan la pelvis con el resto de la columna vertebral – estaba dividido en vértebras libres. Sin embargo, la pelvis estaba aún conectada a una de las vértebras del sacro. Además, las aberturas nasales estaban a medio camino de poner en la parte superior del cráneo; un primer paso hacia las narinas "telecópicas" de los cetáceos actuales. Su supuesta naturaleza anfibia es apoyada por el descubrimiento de una Maiacetus preñada, cuyo feto fosilizado estaba posicionado de modo que la cabeza saldría primero en el parto, lo que sugiere que Maiacetus daba a luz en tierra. Los orígenes ungulados de estas ballenas antiguas aún puede apreciarse en características como la presencia de pezuñas en los dedos de Rodhocetus.

## Taxonomía
Las subfamilias de los protocétidos fueron propuestas por Gingerich et al., 2005. Ellos situaron a Makaracetus en su propia subfamilia (Makaracetinae) basándose en sus adaptaciones únicas para alimentarse (incluyendo solo dos incisivos a cada lado del premaxilar). Ellos además crearon dos subfamilias para el resto de los protocétidos con base en el grado de sus adaptaciones acuáticas:
- Protocetinae- Los protocetinos son protocétidos del Lutetiano con cráneos sin especializaciones, que aún tenían tres incisivos en el premaxilar y tres molares en el maxilar. Hasta donde sue conoce su esqueleto postcraneal, tenían una pelvis similar a la de los mamíferos terrestres con un sacro compuesto de vértebras fusionadas, articulados al ilion y el hueso innominado, y grandes extremidades posteriores para impulsarse con la propulsión de los pies.[2]

- Georgiacetinae- Los georgiacetinos son protocétidos del Bartoniense que son la transición hacia los basilosáuridos. Sus cráneos y dentaduras son parecidos a los de los protocetinos, pero sus pelvis están generalmente reducidas sin articulaciones sustanciales entre el sacro, el ilion y el innominado. No se han encontrado restos de extremidades posteriores, pero las pelvis reducidas indican que probablemente usaban sus colas en lugar de sus pies para nadar.[2]